# Daiya-gawa
La rivière Daiya (大谷川, Daiya-gawa) est un cours d'eau de la ville de Nikkō, dans la préfecture de Tochigi, au Japon.

## Géographie
La rivière Daiya, longue de 29,9 km, draine un bassin versant de 259 km2 dans le parc national de Nikkō.
Elle prend sa source au lac Chūzenji à une altitude de 1 269 m, alimente les chutes de Kegon (1 170 m) et se jette dans la rivière Kinu dans l'est de la ville de Nikkō.

## Histoire
Il y a environ 23 000 ans, le volcan Nantai émerge du sol de l'arc volcanique Nord-Est de l'île de Honshū par accumulation de coulées pyroclastiques successives,. Les rivières Yu et Daiya ne forment qu'un seul cours d'eau qui s'oriente vers le nord-est aux environs de l'actuel emplacement des chutes de Kegon. Cette première phase d'activité volcanique du mont Nantai se termine il y a 17 000 ans avec des éruptions particulièrement explosives dont les éjectas façonnent le relief environnant,,. Au cours de cette brève période de formation et d'activité, les épanchements magmatiques du mont Nantai interrompent le cours de la rivière qui serpente au pied de sa face sud. L'eau qui s'accumule le long de ce barrage naturel forme les plaines marécageuses : Senjōgahara et Odashirogahara, et le lac Chūzenji qui, par débordement, à l'est, de la dépression basaltique qui le contient, donne naissance aux chutes de Kegon puis à la rivière Daiya,.

## Catastrophes naturelles
Fin juillet 1662, des pluies torrentielles sous orage s'abattent sur la ville de Nikkō, provoquant un glissement de terrain sur les pentes du mont Akanagi, un volcan situé à l'extrême nord-est des monts Nikkō. Au pied de la montagne, la rivière Inari déborde et fait sortir de son lit la rivière Daiya dont elle est un affluent de rive gauche. Les inondations subséquentes ont causé des dégâts importants ; plus de 300 personnes sont mortes et 140 autres sont portées disparues.